# Chupinguaia
Chupinguaia là một đô thị thuộc bang Rondônia, Brasil. Đô thị này có diện tích 5127 km², dân số năm 2007 là 7456 người, mật độ 1,45 người/km².